# Yūzō Kurihara
Yūzō Kurihara (jap. 栗原 勇蔵, Kurihara Yūzō; * 18. September 1983 in Yokohama) ist ein japanischer Fußballspieler.

## Karriere
Seit dem Beginn seiner Karriere 1996 steht Yūzō Kurihara – sechs Jahre in der Jugend und danach in der Profiliga – bei Yokohama F. Marinos unter Vertrag. 2006 debütierte er für die japanische A-Nationalmannschaft.

## Titel und Ehrungen
- J. League Division 1: 2003, 2004
- Kaiserpokal: 2013
- Fußball-Ostasienmeisterschaft 2013